# Mona Chalmers Watson
Alexandra Mary Chalmers Watson (India, 31 de mayo de 1872 - Rolvenden, 7 de agosto de 1936), más conocida como Mona Chalmers Watson, fue una médica escocesa, jefa del Cuerpo Auxiliar del Ejército Femenino durante la Primera Guerra Mundial.

## Biografía
Watson fue la primera mujer en recibir un título en medicina de la Universidad de Edimburgo, ayudó a fundar el Hospital Elsie Inglis para Mujeres y fue la primera presidenta de la Asociación de la Mujer de Edimburgo. Ofició como médica superior del Hospital y Dispensario para Mujeres y Niños de Edimburgo y coeditó la obra Encyclopaedia Medica con su esposo, el médico Douglas Chalmers Watson. En el momento de su muerte en 1936, Watson se desempeñaba como presidenta de la Federación de Mujeres Médicas, habiendo sido elegida en mayo de 1935.

## Publicaciones seleccionadas
- Food and Feeding in Health and Disease: A Manual of Practical Dietetics (1910, 1913)
- The Book of Diet (1913)
- The "Vital" Factor in Diet: A Theory of the Nature of Vitamins (1931)
- Radiation in Relation to Human and Animal Nutrition. With a Theory as to the Nature of Vitamins (1931)